# Anaplecta lateralis
Anaplecta lateralis är en kackerlacksart som beskrevs av Hermann Burmeister 1838. Anaplecta lateralis ingår i släktet Anaplecta och familjen småkackerlackor. Inga underarter finns listade i Catalogue of Life.